# Воскресенська церква (Збараж)
Воскресенська церква — кам'яна церква, яка розташована у місті Збараж.  Парох - о. Олексій Боднарчук, о. Омелян Колодчак (сотрудник).

## Історія
У 1760 міщани Пригородка (тепер вул. Д. Галицького) розпочали будівництво мурованої з каменю церкви.
1764 - будову завершено. Фундатором церкви був збаразький міщанин, швець Григорій Гимонюк. Через раптову смерть будівництво церкви закінчив Микола Потоцький.
У 1887 році під час пожежі на церкві згорів дах, а також був значно пошкоджений інтер'єр.
1897 - церква повністю відновлена, завдяки о. Костецькому. Саме у цей період були внесені зміни у форму центрального купола та дахівки над притвором. Очевидно, в цей час було збудовано нову дзвіницю при в'їзній брамі.
Ще один ремонт у церкві відбувся у 1907 (о. О.Заячківський).
1926-1929 - у парафіяльному будинку розташовувалась читальня Всеукраїнського товариства «Просвіта»  .
У 1933 проведено ремонтно-реставраційні роботи,  електричне освітлення, зроблено нову мозаїчну підлогу (о. Боліновський).
У 1960 церкву закрили, а в 1977 перетворили на склад.
1970 - зруйновано дзвіницю .
У 1989 церква повернута віруючим. Розпочалася реставрація. У листопаді 1989 церкву освячено о. Романом Водяним.
У 1991 - відновлено церковну дзвіницю, а у 1993 збудовано дерев'яну Богоявленську каплицю.

## Архітектура
Церква споруджена у стилі бароко. Нагадує форму хреста з великим центральним куполом, високою дзвіницею над притвором і оглядовим майданчиком на покрівлі дзвіниці .